# كيفن كاولي
كيفن كاولي (بالإنجليزية: Kevin Cawley)‏ هو لاعب كرة قدم بريطاني في مركز الهجوم، ولد في 17 مارس 1989 في غلاسكو في المملكة المتحدة. لعب مع نادي آير يونايتد ونادي ألوا أثليتيك ونادي دمبرتون ونادي ستيرلينغشير الشرقية ونادي سلتيك.

## وصلات خارجية
- كيفن كاولي على موقع قاعدة بيانات كرة القدم.إي يو (الإنجليزية)
- كيفن كاولي على موقع Soccerbase.com (لاعب) (الإنجليزية)